# Ектор Рамірес
Ектор Рамірес (ісп. Héctor Ramírez) — кубинський боксер, призер чемпіонату світу серед аматорів, чемпіон Панамериканських ігор.

## Аматорська кар'єра
На чемпіонаті світу 1978 став срібним призером в категорії до 51 кг.
- В 1/16 фіналу переміг Жоао Мануель Мігеля (Португалія) — RSC 1
- В 1/8 фіналу переміг Ахмеда Саїда (Алжир) — 4-1
- У чвертьфіналі переміг Рафаеля Ороно (Венесуела) — 4-1
- У півфіналі переміг Ісіі Кокі (Японія) — 5-0
- У фіналі програв Генрику Средницькому (Польща) — 1-4

На Панамериканських іграх 1999 переміг трьох суперників, у тому числі у фіналі Річарда Сандовала (США), завоювавши золоту медаль в категорії до 48 кг.
Надалі не потрапляв до складу збірної Куби на міжнародні змагання.